# Clausia lubbockii
Clausia lubbockii – gatunek widłonoga z rodziny Clausiidae. Nazwa naukowa tego gatunku skorupiaków została opublikowana w 1863 roku przez szwajcarskiego zoologa René-Édouarda Claparède (1832–1871).